# André Galvão
André Luis Leite Galvão (ur. 29 września 1982 w São Paulo) – brazylijski grappler i zawodnik MMA, sześciokrotny mistrz świata IBJJF w brazylijskim jiu-jitsu w kategorii czarnych pasów oraz dwukrotny ADCC w submission fightingu. Posiadacz czarnego pasa w bjj (III dan) i judo.

## Kariera sportowa
Urodził się w São Paulo. Po niedługim czasie wraz z rodziną przeniósł się do Vale do Paraíba. Tam też zainteresował się judo, następnie jiu-jitsu. W 2001 zdobył pierwszy medal na mistrzostwach świata IBJJF, zajmując drugie miejsce. W 2003 został pierwszym zawodnikiem z purpurowym pasem który wygrał mistrzostwo świata, panamerykańskie oraz krajowe w ciągu jednego roku. W 2005 otrzymał promocję na czarny pas w brazylijskim jiu-jitsu. Począwszy od 2002 do końca 2005 był niepokonany na czterech mistrzostwach świata z rzędu w kategorii do 82 kg, w sumie zdobył sześć medali – cztery w kat. 82 kg i dwa w kategorii absolutnej (bez limitu wagowego).
W kolejnych latach startował na największych turniejach mistrzowskich w grapplingu federacji IBJJF, ADCC i World Professional Jiu-Jitsu Cup (Puchar Świata w BJJ), zdobywając wielokrotnie złote medale.
W 2008 zadebiutował zawodowo w MMA poddając Jeremiaha Metcalfa dźwignią na łokieć. W 2009 występował w japońskim DREAM, gdzie uzyskał bilans 1-1, natomiast w 2010 związany był z amerykańskim Strikeforce, gdzie od marca do października stoczył trzy pojedynki, dwa wygrane m.in. nad Jorge Patino i jeden przegrany z Tyronem Woodleyem. Po porażce z tym ostatnim zakończył swoją niespełna dwuletnią karierę w MMA.

## Osiągnięcia

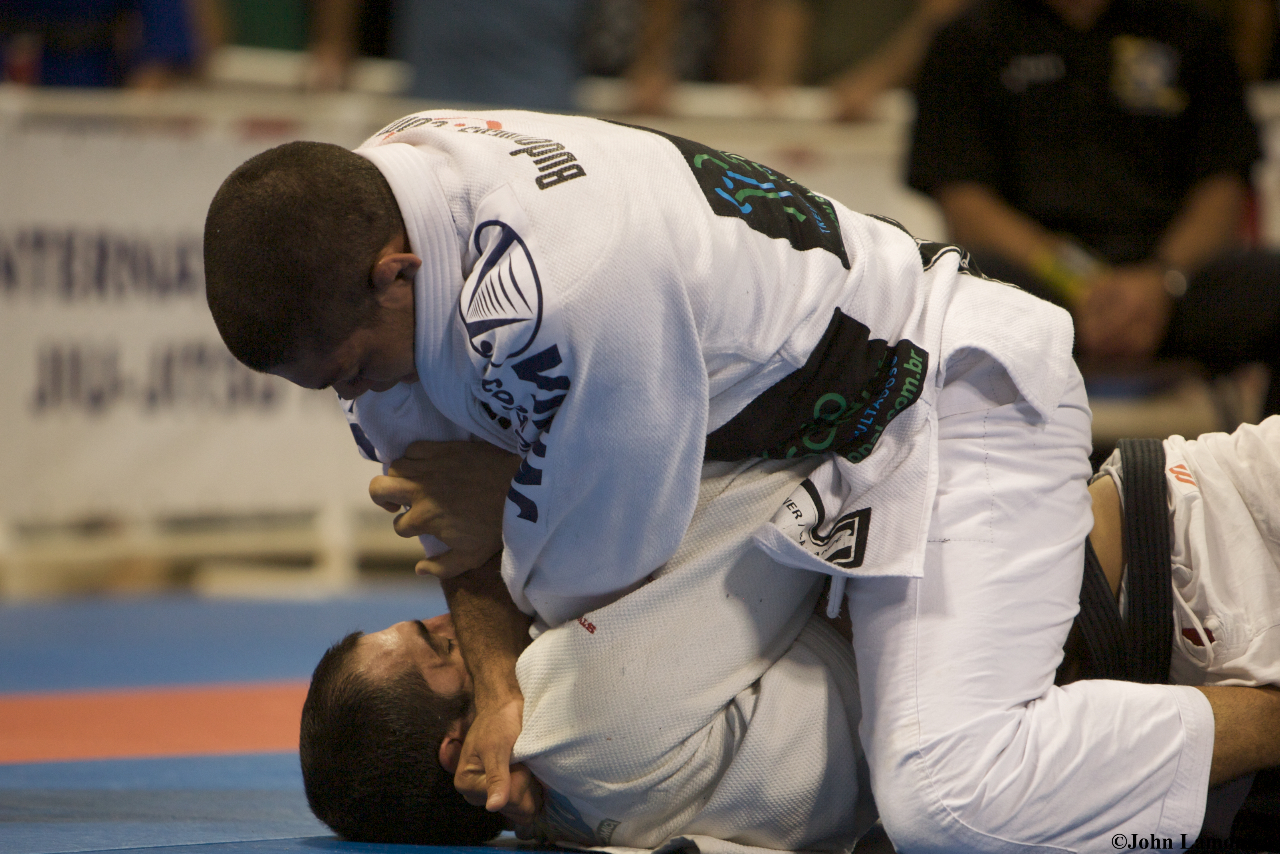
Galvão (z góry) podczas mistrzostw świata w 2008

- Mistrzostwa Abu Dhabi Combat Club:[1]
  - 2007: 3. miejsce w kat. -77 kg
  - 2007: 3. miejsce w kat. absolutnej
  - 2009: 2. miejsce w kat. -88 kg
  - 2011: 1. miejsce w kat. -88 kg
  - 2011: 1. miejsce w kat. absolutnej
- Mistrzostwa Świata IBJJF:[1]
  - 2001: 2. miejsce w kat. -82 kg (niebieskie pasy)
  - 2002: 1. miejsce w kat. -82 kg
  - 2003: 1. miejsce w kat. -82 kg (purpurowe pasy)
  - 2003: 1. miejsce w kat. absolutnej
  - 2004: 1. miejsce w kat. -82 kg (brązowe pasy)
  - 2004: 1. miejsce w kat. absolutnej
  - 2005: 1. miejsce w kat. -82 kg (czarne pasy)
  - 2006: 2. miejsce w kat. -82 kg
  - 2007: 1. miejsce w kat. -82 kg
  - 2008: 1. miejsce w kat. -88 kg
  - 2008: 3. miejsce w kat. absolutnej
  - 2013: 3. miejsce w kat. -88 kg
  - 2014: 1. miejsce w kat. -94 kg
  - 2016: 1. miejsce w kat. -94 kg
  - 2017: 1. miejsce w kat. -88 kg
- Mistrzostwa panamerykańskie IBJJF:[1]
  - 2003: 1. miejsce w kat. -82 kg (purpurowe pasy)
  - 2004: 1. miejsce w kat. -82 kg (brązowe pasy)
  - 2004: 1. miejsce w kat. absolutnej
  - 2005: 1. miejsce w kat. -82 kg (czarne pasy)
  - 2005: 1. miejsce w kat. absolutnej
  - 2006: 1. miejsce w kat. -82 kg
  - 2008: 1. miejsce w kat. -88 kg
  - 2008: 1. miejsce w kat. absolutnej
  - 2011: 1. miejsce w kat. -88 kg
  - 2013: 1. miejsce w kat. -88 kg
  - 2013: 2. miejsce w kat. absolutnej
  - 2014: 1. miejsce w kat. -94 kg
  - 2014: 1. miejsce w kat. absolutnej
- Puchar Świata BJJ:[1]
  - 2012: 1. miejsce w kat. -88 kg
  - 2012: 2. miejsce w kat. absolutnej
  - 2013: 1. miejsce w kat. -88 kg
  - 2014: 1. miejsce w kat. -88 kg
  - 2014: 3. miejsce w kat. -88 kg